# Zovax whiteheadii
Zovax whiteheadii là một loài bướm đêm trong họ Crambidae.